# 황창기
황창기(黃昌起, 1942년~)는 대한민국의 신학자이며 목회자이다. 고신대학교에서 총장을 역임하였고, 미국 필라델피아 삼일교회를 개척하였으며, 한국성경공회 신약번역 위원장과 한국성경신학회회장을 역임하였다. 구속사적 성경해석학의 전문가로 평가받는다.

## 학력
- Porchefstroom University for CHE 신학박사(Th.D)
- 미국 Westminster 신학대학원 종교학석사(MAR), 신학석사(Th.M)
- 고신대학교 신학대학원 졸업
- 고신대학교 신학과 졸업
- 부산 사범학교 졸업

## 경력
- 미국 Calvin 대학에서 두 차례 연구교수
- 미국 필라델피아에서 삼일교회 개척
- 고신대학교 신약교수
- 고신대학교 교목실장, 교무처장, 총장
- 한국 성경공회 신약번역 위원장
- 한국성경신학회장
- 한국동남성경연구원 원장

## 생애
그는 1942년 출생하여 부산 사범학교, 고신대학교 신학과 및 신학대학원을 졸업한 후에 미국 필라델피아에 있는 Westminster 신학대학원에서 종교학석사(MAR)과 신학석사(Th.M) 학위를 받고, 남아공화국 Porchefstroom University for CHE에서 신약 전공으로 신학박사(Th.D) 학위를 받았다. 미국 Calvin 대학에서 두 차례의 연구교수로 있으면서 주로 성경해석학을 연구하였다. 미국 필라델피아에서 삼일교회를 개척하였고, 고신대학교 신약교수로 재직 중에는 대학교회도 개척하여 12년간 섬겼으며, 교목실장, 교무처장, 총장을 역임하였다. 그리고 한국 성경공회 신약번역 위원장, 한국성경신학회장으로 섬겼으며, 현재는 고신대학 은퇴 교수로 한국동남성경연구원 원장으로 있다.

## 저서
- '성경신학이란 무엇인가',
- '예수님 교회 그리고 나: 예수님 인격에 비춰 본 신약의 구속사적 설교',
- '그리스도 중심의 성경 이해',

## 논문
- '성경적 지옥론'외 다수

## 같이 보기
- 한국의 신학자 목록

## 참고문헌
- 이성구, "황창기 박사의 생애와 신학", 한국교회를 빛낸 칼빈주의자들, 안명준 편집 (서울: 킹덤북스, 2020).